# 16122 Wenyicai
A 16122 Wenyicai (ideiglenes jelöléssel 1999 XW67) a Naprendszer kisbolygóövében található aszteroida. A LINEAR projekt keretében fedezték fel 1999. december 7-én.